# Potok Czerwonogórski
Potok Czerwonogórski (Czerwonogórski Potok) – potok górski w Polsce w woj. dolnośląskim i w Czechach, w kraju kralovohradeckim, w Sudetach Środkowych, w Górach Stołowych. Potok nie występuje w zestawieniu PRNG.
Część na terenie Czech nazywa się Studená.
Górski potok o długości około 3,5 km, w tym około 1 km w Polsce, z czego około połowy to zalew. Lewy dopływ Posny, należący do dorzecza Odry, zlewiska Morza Bałtyckiego. Źródła potoku położone są na terenie Czech na wysokości około 720 m n.p.m. na północno-wschodniej części Broumowskich Ścian (czes. Broumovské stěny), na granicy Polsko-Czeskiej. Potok w górnym biegu spływa przez zalesione tereny w kierunku północno-wschodnim, po przepłynięciu około 1300 m, potok skręca na południowy wschód i płytką doliną, przez łąki i miejscowość Studená Voda, płynie w kierunku granicy polsko-czeskiej do ujścia do Posny, do której uchodzi na wysokości około 395 m n.p.m., w Radkowie. Potok górski nieuregulowany o wartkim prądzie wody zbierający wody z północno-wschodnich zboczy Broumowskich Ścian.
W dolnym biegu potoku przy ujściu do Posny w Radkowie, w latach 70. XX wieku wybudowano dla celów rekreacyjnych Zalew Radkowski.

## Miejscowości położone nad rzeką
- Studená Voda, Radków